# نيك إيفانغليستا
نيك إيفانغليستا (بالإنجليزية: Nick Evangelista)‏ هو كاتب غير روائي أمريكي، ولد في 1949.